# Psi-Ops: The Mindgate Conspiracy
Psi-Ops: The Mindgate Conspiracy est un jeu vidéo de tir à la troisième personne développé et édité par Midway Games, sorti en 2004 sur PlayStation 2, Xbox et Windows. 

## Accueil
- Jeuxvideo.com : 15/20 (PS2/XB)[1]